# 劉彝 (景泰進士)
劉彞（1407年—？），字惇倫，江西吉安府安福縣人，軍籍，明朝政治人物。進士出身。

## 生平
江西乡试第四名。景泰二年（1451年）辛未科會試第四十四名，殿試登進士第三甲第三十三名。

## 家族
曾祖父劉子偉。祖父劉允敬。父亲劉弘仁。